# 怒 (ゲーム)
『怒』（いかり）は、1986年にSNKがアーケードゲーム用として制作・稼働した縦スクロール型アクションシューティングゲーム。キャッチフレーズは「俺が生き残るためなら相棒でも倒す!（Surviving all perils even zapping your friend）」。
日本国外では、『IKARI WARRIORS』（イカリ・ウォリアーズ）のタイトルで稼働した。

## ゲーム内容
8方向の「ループレバー」と呼ばれるレバーと2つのボタンで操作する。
ループレバーはスティックの上部にダイヤルがついたもので、倒すことで自機を進行、回転で攻撃方向を調整する。ダイヤルは1周12方向となっていて、例えば180度反転させる場合でも操作は120度回転で済み、手首を無理に捻る必要が無いように考慮されている。
ボタンは主に、銃と手榴弾の使用に用いる。
色違いの敵兵を倒すとアイテムが出ることがある。このゲームでは銃弾、手榴弾ともに弾数制限があるので、アイテムは単に各種パワーアップのためだけではなく、残弾を補給するためにも拾わなければならない。
味方の空戦車の傍で手榴弾ボタンを押せば戦車に乗り込むことができる。これもガソリンメーターが無くなれば止まり爆発するので、アイテムを拾って補給しなければならない。戦車から降りる時も手榴弾ボタンを押す。
エリアの切れ目には全部で5つのゲートがあり、これは手榴弾か戦車砲でなければ破壊できない。
特殊なレバーを用いる操作や、敵弾だけでなく自分や味方の弾に当たってもミスとなるなど、従来のゲームに無かった仕様を持つ。
手榴弾を投げると移動して避ける、など、敵はこちらの攻撃を避けるといった動作を行う。

## ストーリー

### 怒
退役後に傭兵となったラルフの傭兵としての初任務は特殊部隊を率いて敵基地に侵入、秘密を探り必要があればそれを破壊する事であった。
だが今、ラルフは単身で敵と戦い怒りをにじませていた。偽装した敵戦闘機で不時着し特殊部隊員全員で敵基地に潜入する手はずであったが、裏切り者が紛れていた。飛行機は墜落し特殊部隊員は全滅してしまう、唯一、遺体が見つからないクラーク少尉を例外として。
裏切り者クラーク少尉への怒りで冷静さを失っていたラルフは気づけば額に銃身を突き付けられていた。ラルフが見上げたその先にニタついた表情のクラーク少尉の姿。
引金が引かれ『死』そう思った瞬間、笑い声が響き渡る。クラーク少尉のものだ。弾はこめられておらず悪趣味なイタズラであった。クラーク少尉は全く信用出来ない、だが今は前に進むしかないと、クラーク少尉と2人前進を続ける。

### IKARI WARRIORS
CIFのアレクサンダー・ボン大将（General Alexander Bonn）が革命軍に捉えられ監禁された。大将は捕まる前に救難信号を発し、信号はポール（Paul）とその相棒のビンス（Vince）が拾ったが、彼らの飛行機はジャングルに墜落してしまった。
物資は不足しているが大将を見捨てるわけにはいかず、ポールとビンスは敵が置いていった武器を回収し革命軍司令部を目指す。

## 登場キャラクター
ラルフ・ジョーンズ
1P専用キャラクター。階級は無し（MSX版マニュアルでは大尉、1994年以降に作成された多くの資料では大佐）。特殊部隊出身で『TANKの戦い』後に退役したが、戦場が忘れられず傭兵として自由に戦っている。赤いバンダナを頭に巻いている。
クラーク・スティル
2P専用キャラクター。階級は少尉（後述）。過去、現在含め資料の無い謎の人物であり、特殊部隊の少尉の階級章を付けている事から少尉と判断されている。外見はラルフの色違いで、青いバンダナを頭に巻いている。
カワサキ大将（川崎将軍）
AC版怒の最終地点に待ち受ける人物。FC版、NES版ではエンディングでプレイヤーを賞賛する。
ポール（ビンス）
IKARI WARRIORSにおけるラルフとクラークに相当する人物。日本語表記はSNK40thAnniversary Collectionより。
クック大佐（Colonel Cook）
AC版IKARI WARRIORSの最終地点に待ち受ける人物。カワサキ大将と見た目は同じだが帽子を被っており、救出対象であった事がエンディングメッセージで示される（公式ストーリーにおけるボン大将は登場しない）。

## 他機種版
| No. | タイトル                        | 発売日                        | 対応機種                             | 開発元               | 販売元                       | メディア                            | 備考                                            |
| --- | ------------------------------- | ----------------------------- | ------------------------------------ | -------------------- | ---------------------------- | ----------------------------------- | ----------------------------------------------- |
| 1   | 怒                              | 1986年11月26日 1987年6月      | ファミリーコンピュータ               | SNK                  | ケイ・アミューズメントリース | 1.25メガビットロムカセット          |                                                 |
| 2   | Ikari Warriors                  | 1987年                        | Amstrad CPC コモドール16 ZX Spectrum | Elite Systems        | Elite Systems                | フロッピーディスク                  |                                                 |
| 3   | Ikari Warriors                  | 1987年                        | PC Booter                            | Quicksilver Software | データイーストUSA            | フロッピーディスク                  |                                                 |
| 4   | 怒                              | 1987年                        | MSX2                                 | SNK                  | SNK                          | 2メガビットロムカセット             |                                                 |
| 5   | Ikari Warriors                  | 1988年                        | Amiga Atari ST コモドール64          | Elite Systems        | データイーストUSA            | フロッピーディスク                  |                                                 |
| 6   | Ikari Warriors                  | 1989年                        | Atari 2600                           | アタリ               | アタリ                       | ロムカセット                        |                                                 |
| 7   | Ikari Warriors                  | 1990年                        | Atari 7800                           | アタリ               | アタリ                       | ロムカセット                        |                                                 |
| 8   | 怒 -IKARI- レオナ激闘編         | 2006年8月1日                  | FOMA900iシリーズ以降 （iアプリ）     | SNKプレイモア        | SNKプレイモア                | ダウンロード (SNK WORLD-i)          |                                                 |
| 9   | SNK 40th Anniversary Collection | 2018年11月13日 2018年11月16日 | Nintendo Switch                      | Digital Eclipse      | NIS America                  | Switch専用ゲームカード ダウンロード | FC版、AC版の怒、IKARI WARRIORS4本全てが含まれる |
| 10  | SNK 40th Anniversary Collection | 2019年3月19日 2019年3月22日   | PlayStation 4                        | Digital Eclipse      | NIS America                  | BD-ROM ダウンロード                 | FC版、AC版の怒、IKARI WARRIORS4本全てが含まれる |
| 11  | SNK 40th Anniversary Collection | 2019年5月3日                  | PlayStation 4                        | Digital Eclipse      | Other Ocean                  | ダウンロード                        | FC版、AC版の怒、IKARI WARRIORS4本全てが含まれる |
| 12  | SNK 40th Anniversary Collection | 2019年6月7日                  | Windows                              | Digital Eclipse      | SNK                          | ダウンロード（STEAM）               | FC版、AC版の怒、IKARI WARRIORS4本全てが含まれる |

ファミリーコンピュータ版
全4ステージに分割され、新たな乗り物として戦闘ヘリの追加、最終ステージの最後には最終ボスが登場する等、大幅なアレンジが施されている。ボタンの数が少ないが戦車搭乗時のみループレバーの疑似再現操作で砲塔を回す事が出来る。パッケージイラストは漫画家のたがみよしひさが担当した。

## 移植版
| No. | タイトル                        | 発売日                                   | 対応機種                                                 | 開発元          | 販売元        | メディア                            | 備考                                            |
| --- | ------------------------------- | ---------------------------------------- | -------------------------------------------------------- | --------------- | ------------- | ----------------------------------- | ----------------------------------------------- |
| 1   | SNK ARCADE CLASSICS 0           | 2011年4月21日                            | PlayStation 3 PlayStation Portable (PlayStation Network) | G1M2            | SNKプレイモア | ダウンロード                        | 収録タイトルの1つ                               |
| 2   | SNK 40th Anniversary Collection | 2018年11月13日 2018年11月16日            | Nintendo Switch                                          | Digital Eclipse | NIS America   | Switch専用ゲームカード ダウンロード | FC版、AC版の怒、IKARI WARRIORS4本全てが含まれる |
| 3   | SNK 40th Anniversary Collection | 2019年3月19日 2019年3月22日              | PlayStation 4                                            | Digital Eclipse | NIS America   | BD-ROM ダウンロード                 | FC版、AC版の怒、IKARI WARRIORS4本全てが含まれる |
| 4   | SNK 40th Anniversary Collection | 2019年5月3日                             | PlayStation 4                                            | Digital Eclipse | Other Ocean   | ダウンロード                        | FC版、AC版の怒、IKARI WARRIORS4本全てが含まれる |
| 5   | SNK 40th Anniversary Collection | 2019年6月7日                             | Windows                                                  | Digital Eclipse | SNK           | ダウンロード（STEAM）               | FC版、AC版の怒、IKARI WARRIORS4本全てが含まれる |
| 6   | アーケードアーカイブス 怒       | 2019年3月7日                             | Nintendo Switch                                          | ハムスター      | ハムスター    | ダウンロード                        |                                                 |
| 7   | アーケードアーカイブス 怒       | 2019年3月7日 2019年12月3日 2020年11月2日 | PlayStation 4                                            | ハムスター      | ハムスター    | ダウンロード                        |                                                 |

アーケードアーカイブス版
日本国外版は『ARCADE ARCHIVES IKARI WARRIORS』タイトルだが、日本国版と同様にIKARI WARRIORSは収録されておらず日本国版の怒のみ収録されている。

## 開発
『T・A・N・K』の続編、『T・A・N・K II』として開発がスタートした。上層部から『戦場の狼』や『フロントライン』のような人間同士の戦いと、戦車からの脱出要素を『T・A・N・K』に追加という要望が出され、そのラインにそって設計が行われた。
当初は映画『ランボー』をモチーフにして開発されており、実際に版権元の映画会社と交渉してライセンスの許可を貰うところまで進んでいた。しかし、現地のアーケードマシン展示会で当作品を出展した際、予想以上の人気を得たため、版権作品として出す必要性が無くなったとのこと。
2人プレイは、1985年2月13日施行のいわゆる新風営法により、ゲームセンターの深夜営業が禁止されゲームセンターの収益が減ってしまう事に配慮して2人同時プレイであれば収益率が良いと考え実装されたもの。
サウンドはゲームセンター内で実際に録音しゲームセンターの騒がしさを再現した状況を作り、その環境でも際立って聞こえるように調整して作成されている。

### クラウムズ
このゲームプログラムには「クラウムズ」と呼ばれる擬似人工知能が搭載されており、それによってゲームの基本的シーケンスが制御されている。
「クラウムズ」は基本的に、プレイヤーがどれくらいの時間でどれだけの敵を排除したかを監視している。短時間で多くの敵を排除できるプレイヤーは上手、逆にいつまでたっても少しも敵を殺せないプレイヤーは下手だと判断。それに基いて、敵をどこでどれぐらい出すか、パワーアップアイテムの出す場所や数はどうするか、などのシーケンスの変更を行っている。
基本的な「クラウムズ」の思考パターンとしては、プレイヤーを意図的に惑わす方向性で設計されており、パワーアップアイテムをなかなか取らないでいると、徐々に出さないようにもする。

## スタッフ
アーケード版
- ゲーム・デザイン：伊集桂子

ファミリーコンピュータ版
- カバーイラスト：たがみよしひさ

MSX2版
- プロデューサー：Mr.OBA（小畑浩二）
- プログラム・デザイン：TOMOHIDE
- ビジュアル・デザイン：O-MENTAIKO、YOKOHIRO
- サウンド：田中敬一、リー・アラム

## 反響
本作はSNKの名を一躍有名にし、ゲームセンターにおいても人気を集めた。その一方で、2019年に発行された『NEOGEOmini 攻略ガイド 完全版』によると、設置店が予備のループレバーの調達に苦労したことが触れられており、店側が自作のレバーを用意したケースや、レバーの故障に伴い筐体を撤去したケースもあった。

### 評価
アーケード版
1998年にそれまで発売されていたアーケードゲーム全てを対象に行われたゲーメストムック『ザ・ベストゲーム2』では、『名作・秀作・天才的タイトル』と認定された「ザ・ベストゲーム」に選定され、「ループレバーゲームの集大成といった感じのゲームで、チャンネル式であった『T.A.N.K.』のレバーの形状を変更、さらに使い勝手のよいものとしてのループレバーを確立した」と紹介されている。
ファミリーコンピュータ版
ゲーム誌『ファミコン通信』の「クロスレビュー」では合計24点（満40点）、『ファミリーコンピュータMagazine』の読者投票による「ゲーム通信簿」での評価は以下の通りとなっており、18.64点（満30点）となっている。
| 項目 | キャラクタ | 音楽 | 操作性 | 熱中度 | お買得度 | オリジナリティ | 総合  |
| 得点 | 2.46       | 2.74 | 3.28   | 3.51   | 3.60     | 3.05           | 18.64 |

ゲームムック『死ぬ前にクリアしたい200の無理ゲー ファミコン&スーファミ』のレビューには「システムは『戦場の狼』を踏襲しているが、難易度が段違い。四方八方から敵が現れ、大量の弾をばらまいてくる。しかもアーケード版と比べて、移動速度が非常に遅く、敵の出現位置を覚えなければ回避できない。また攻撃方法も劣化している」とある

## 続編
- 怒号層圏
- 怒III